# Doune of Invernochty

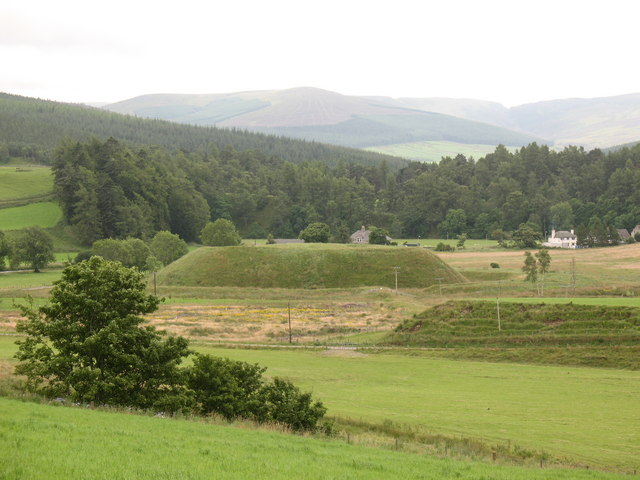
Doune of Invernochty

Das Doune von Invernochty (auch Dun oder Done von Invernochty; bzw. „Zitadelle von Mar“ genannt) ist eine Motte nahe den Dörfern Bellabeg und Strathdon und der A944 in Aberdeenshire in Schottland. Es war eine Hochburg der Mormaer von Moray (englisch Mormaer of Mar – deutsch „Herrschaft von Mar“).
Die Burg wurde in der zweiten Hälfte des 12. Jahrhunderts von Earl Morggán oder seinem Nachfolger Gille Críst erbaut. Die riesige Anlage entstand aus einem natürlichen Moränenhügel und wurde zur Motte ausgebaut. Sie beherrschte den Zusammenfluss des Nochty Water mit dem Don. Die ovale Motte ist mehr als 18,0 Meter hoch und von einem Graben und Wall umgeben. Die Überreste einer starken Mauer umschließen den Gipfel. Die Fundamente eines großen rechteckigen Gebäudes gehören wahrscheinlich zu einer mittelalterlichen Kirche. Überlebt hat ein System von Schleusen, durch die der Graben mit dem Wasser eines nahe gelegenen Sees geflutet werden konnte.
Das Doune von Invernochty war vor der anglonormannischen Infiltration ein piktisches Machtzentrum. Es ist möglich, dass die Duns Anziehungspunkte für jene Missionare waren, die mit Kentigern (518–603) in die Region kamen und Kirchen bei wichtigen piktischen Siedlungen errichteten.